# Забарвлення тварин

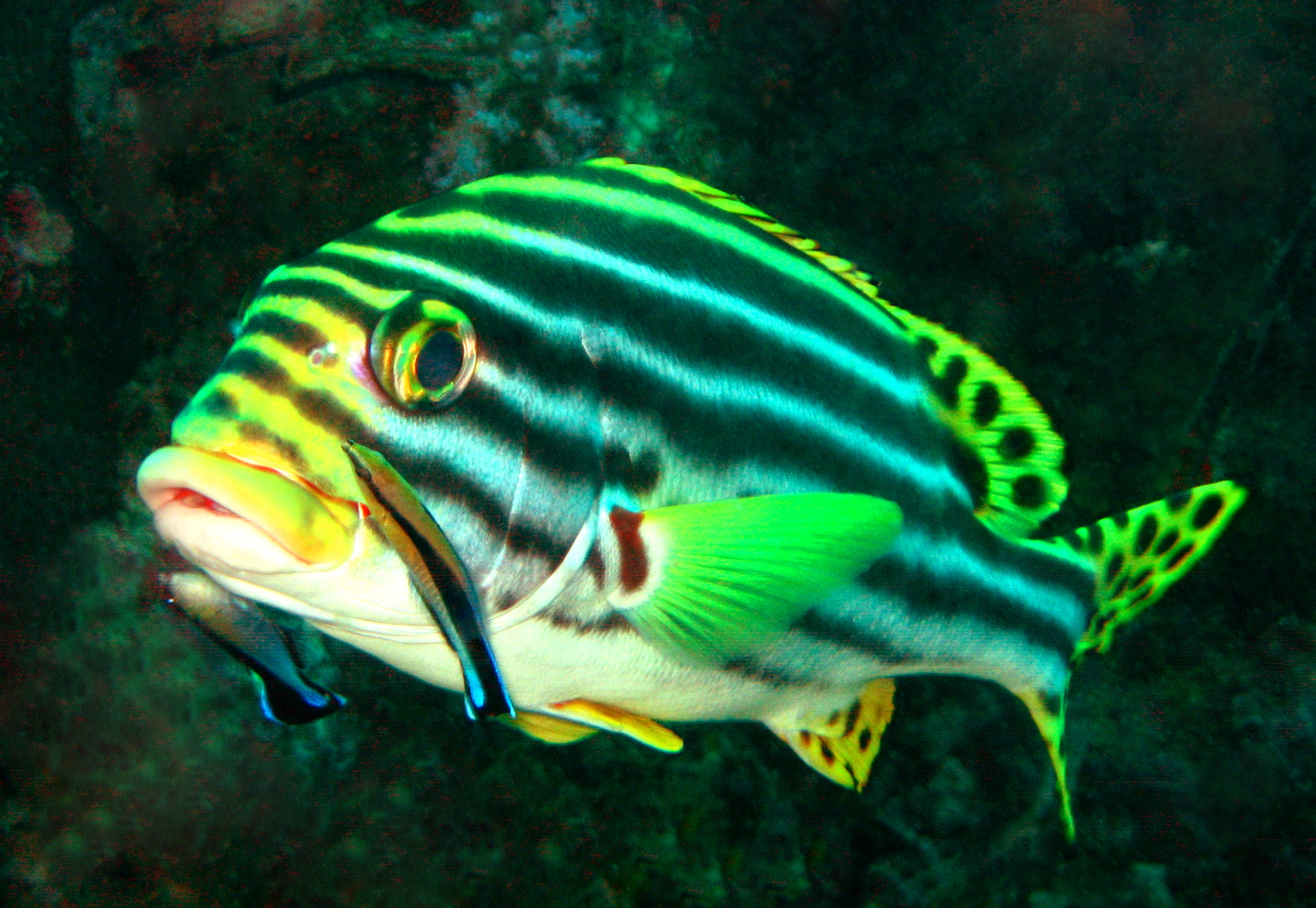
Яскраво забарвлена солодкогуба східна риба (Plectorhinchus vittatus) очікує доки дві рибки-чистильники (Labroides dimidiatus) збирають паразитів з її шкіри. Плямистий хвіст Солодкогубої риби сигналізує про її статеву зрілість; поведінка і візерунок рибки очищувача сигналізує про те, що вона має можливість робити корисну послугу з очищення, а не є жертвою

Забарвлення тварин в загальному випадку є наслідком відбиття світлового випромінення із поверхні тіла. Деякі тварини мають яскраве забарвлення, в той час як інші мало помітні. В деяких видів, таких як павичі, самці мають чіткі візерунки, помітні яскраві кольори і райдужні відблиски, в той час як самиці менш помітні.
Є декілька причин чому в результаті еволюції тварини отримали колір. Камуфляж дозволяє тваринам заховатися від сторонніх очей. Тварини використовують колір для привернення уваги, що також дозволяє розрізнювати тварин інших видів; або давати сигнал про свій статевий статус іншим тваринам із свого виду; і мімікрувати, і мати попереджувальне забарвлення для сигналізації іншим видам. Деякі тварини використовують зміни кольору аби відвертати атаки приголомшуючи тим самим хижаків. Зебри можуть погіршувати сприйняття руху, плутаючи своїм забарвленням хижаків, що нападають своїм смугастим малюнком при швидкому русі. Деякі тварини розфарбовані для фізичного захисту, за допомогою пігментів в шкірі вони захищають себе від сонячних опіків, в той час як інші, наприклад деякі жаби, можуть робити свою шкіру темнішою або світлішою для температурної регуляції. З рештою, тварини можуть бути забарвлені випадково. Наприклад, кров червона через наявність там пігменту червоного кольору, що необхідний для перенесення кисню. Забарвлення тварин можуть мати вражаючі природні візерунки.
Тварини створюють колір у різні способи. пігменти це частинки кольорової матерії. Хроматофори це клітини, що містять пігмент і можуть змінювати свій розмір та робити свій колір більше або менше помітним. Деякі тварини, включаючи метеликів і птахів, мають забарвлювальні структури в складі луски, щетинках або в пір'ї, що надає їм яскравих райдужних кольорів. Інші тварини, такі як кальмари і деякі глибоководні риби можуть виробляти світло, іноді різнокольорове. Тварини часто використовують два або більше таких механізмів одночасно, аби створити кольори і ефекти які їм необхідні.

## Еволюційні причини забарвлення тварин

### Камуфляж
Одним із перших дослідників теми забарвлення тварин, Едвард Багналл Поултон класифікував форми захисного забарвлення, так що і сьогодні цей спосіб актуальний. Він описував: захисну схожість; агресивну схожість; додатковий захист; і змінну захисну подібність.

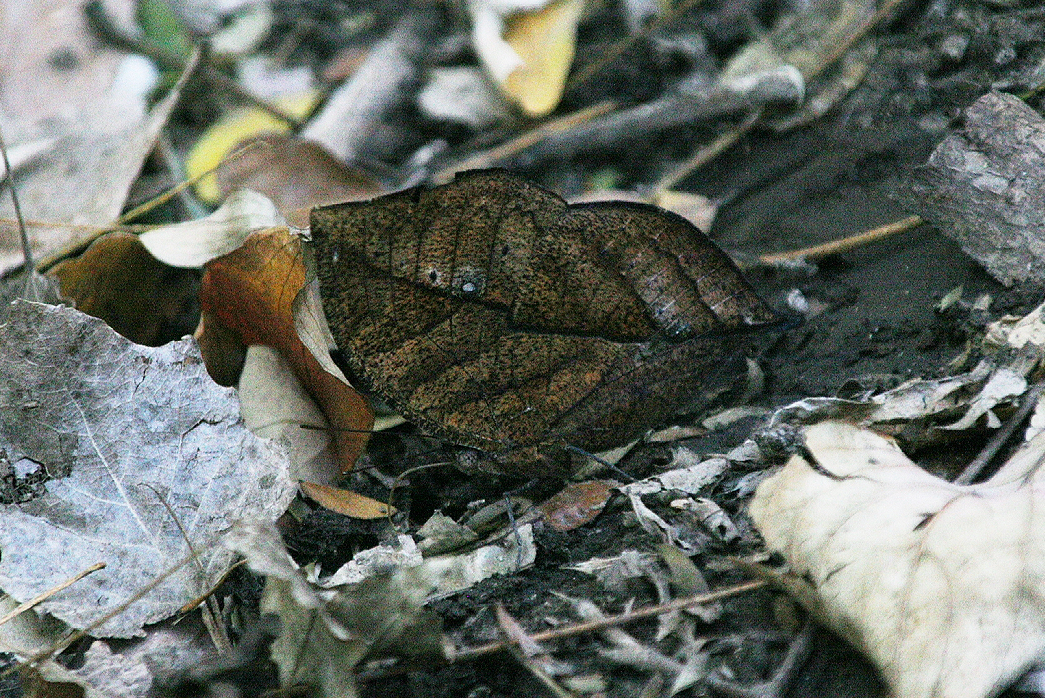
Метелик замаскований під дубовий лист, Kallima inachus (в центрі) показує захисну подібність

Захисна подібність використовується тваринами аби уникнути полювання хижаків. В ній застосовується спеціальна захисна схожість, що тепер називається мімікрією, коли вся тварина виглядає як деякий інший предмет із оточення, наприклад, коли гусінь нагадує сучок. Загалом захисну схожість тепер називають терміном крипсис, текстура забарвлення тварин зливається з фоном, наприклад, як колір метелика зливається із корою дерева.
Агресивна схожість використовується хижаками або паразитами. При спеціальній агресивній схожості, тварина виглядає як щось інше, що заманює жертву або приховує наближення до неї, наприклад, орхідейний богомол схожий на певний вид квітки, орхідеї. Загалом при агресивній схожості, хижак чи паразит намагається злитися з оточенням, наприклад, як леопард, якого важко побачити в високій траві.

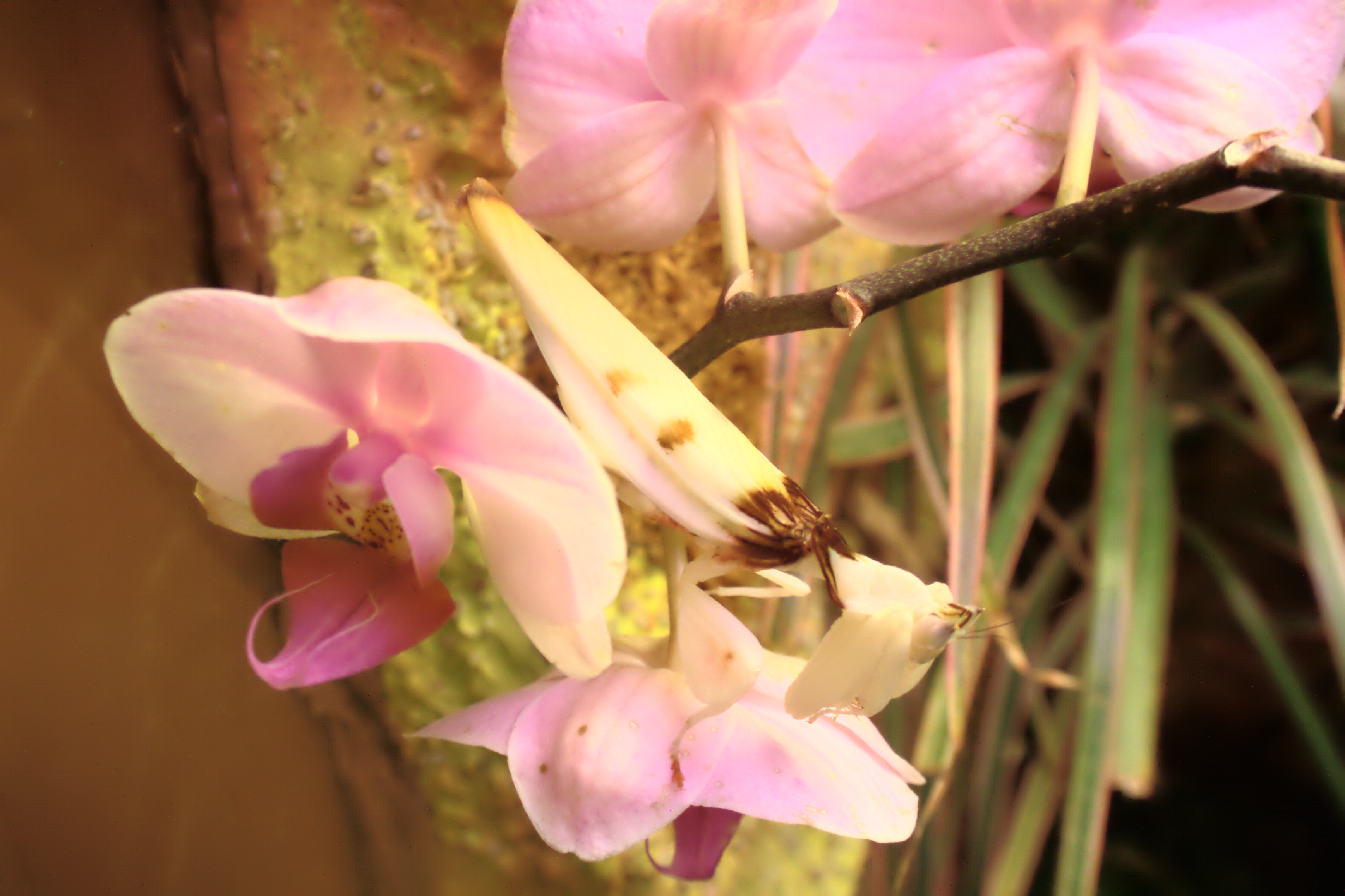
Квітковий богомол, Орхідейний богомол, має спеціальну Агресивна мімікрія

При додатковому захисті, тварина використовує матеріали довкола себе, такі як гілочки, пісок, або шматочки шкарлупи аби приховати свої контури, наприклад, личинка волохокрильця будує декоровану хатку, або коли краби маскують свою спину за допомогою водоростей, губок і каміння.
При змінній захисній схожості, тварини за прикладом хамелеона, камбали, кальмарів або восьминогів змінюють візерунок і колір на своїй шкірі, використовуючи спеціальні клітини хроматофори, аби стати подібними до будь-якого фону в якому він зараз знаходяться (або також для сигналювання).
Основним механізмом для створення схожості, що описувався Пултоном — чи то в природі чи в військових застосовуваннях — є крипсис, зливання із фоном так щоб було важко розгледіти; візерунки, що знижують увагу, із використанням кольорів і візерунків аби розмити контур тварини, що заснований переважно на загальній подібності; мімікрії, подібності до інших предметів до яких споглядач не має особливого інтересу; контрзатінення, що використовує градуйовані кольори аби створити ілюзію площинності або об'єму; і контросвітлення, при якій виробляється світло аби відповідати фоновому освітленню, наприклад, як у деяких видів кальмарів.
Використання тваринами контрзатінення вперше описував Еббот Гендерсон Теєр, одним із перших в розвитку теорії забарвлення тварин. Він спостерігав як художник, беручі полотно і використовуючи кольорові фарби створює ілюзію об'ємності малюючи тіні, тварини такі як олені зазвичай темніші біла спини, і світліші біля живота, створюючи тим ілюзію (як зауважив зоолог Г'ю Бемфорд Котт) звуження і при відповідному фоні забезпечує малопомітність. Твердження Теєра про те, що «тварини розфарбовані природою, темніші в тих ділянках в яких зазвичай більше всього освітлюються сонячним світлом, і навпаки» називається Законом Теєра.

### Сигналізування
Колір широко використовується тваринами, птахами та морськими організмами для передачі сигналів. Сигналізування має, що найменше, три основні мети:
- Привернення уваги, аби подати сигнал про можливість робити користь іншим тваринам, в межах виду або ні
- статевий відбір, коли представники однієї статі вибирають для парування відповідно розфарбованих представників іншої статі, тим самим стимулюючи розвиток таких кольорів
- застереження, аби сигналізувати що ця тварина небезпечна, наприклад може вжалити, є отруйною або гіркою на смак. Попереджувальні сигнали можуть бути правдивими і оманливими.

### Мімікрія
Мімікрія означає що один вид тварин нагадує іншу істоту з метою обдурити хижаків. Для еволюціонування, мімікруючі види повинні мати застережне забарвлення, оскільки виглядаючи як небезпечні або не їстівні вони дають підставу для природного відбору. Після того як різновид починає мати не значну, випадкову, схожість із видами, що мають застережне забарвлення, природний відбір дозволить розвинути їх кольори і візерунки для більш досконалої мімікрії. Існує безліч можливих механізмів, деякі з них є наступні:
- мімікрія Бейтса, при якій звичайний вид нагадує неїстівний або небезпечний вид. Частіше за все це зустрічається серед комах, особливо метеликів. Відомим прикладом є подібність нешкідливої дзюрчалки (що не має ніякого жала) до бджоли.
- мімікрія Мюллера, коли два або більше неприємних або небезпечних видів тварин нагадують один одного. Що є частим серед комах, таких як оси і бджоли (Перетинчастокрилі).

### Відволікання

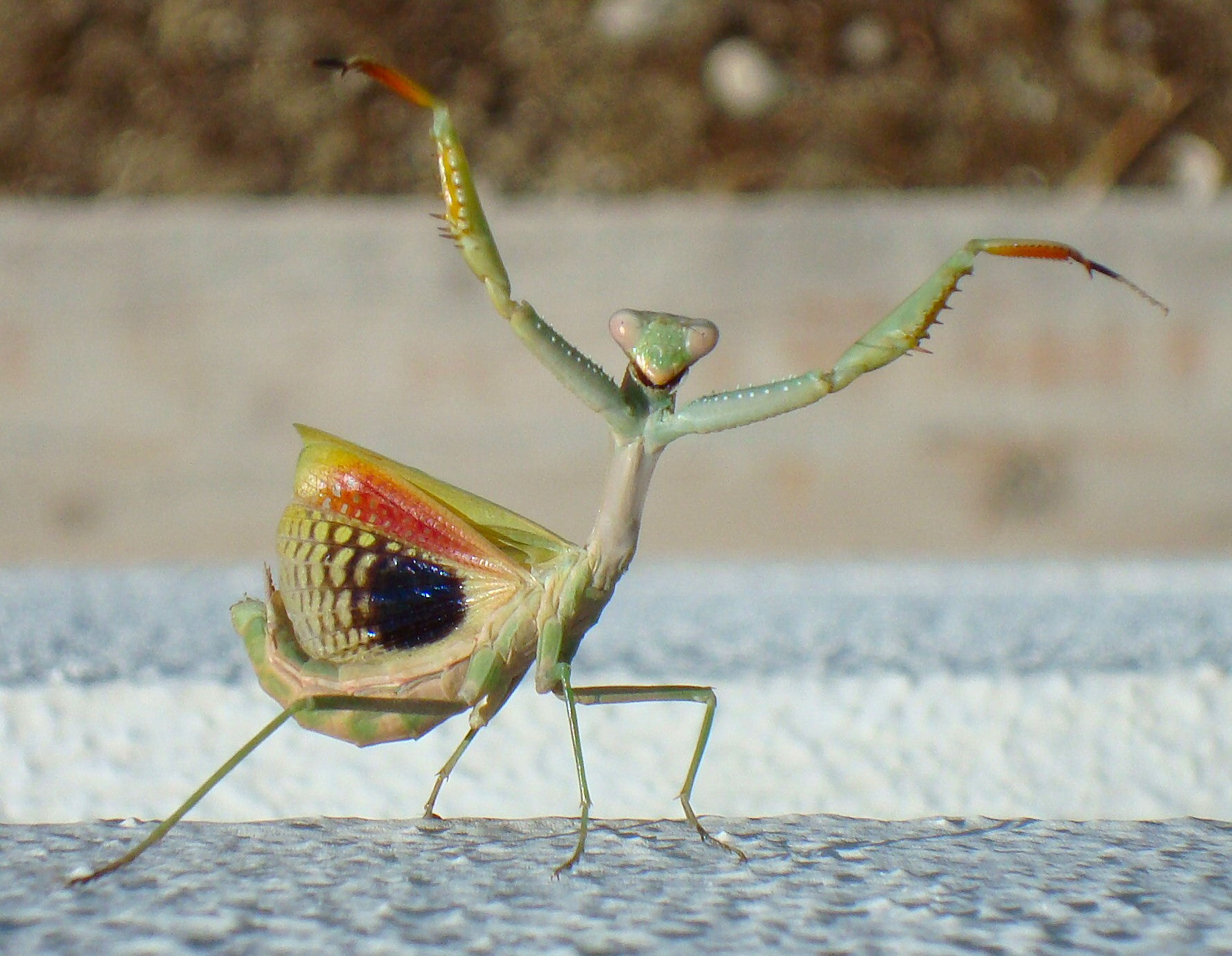
Богомоли в разі загрози демонструє яскраві кольорові плями, що відлякують хижака. Це не є попереджувальним забарвленням, оскільки комаха не отруйна.

#### Відлякування
Деякі тварини такі як молі, богомоли і коники, вміють розігрувати загрозу або поведінку відлякування, наприклад, раптово демонструвати дуже помітні плями у вигляді очей або візерунки яскравих і контрастних кольорів, щоб на мить налякати і відволікти хижака. Це дає жертві можливості втекти. Така поведінка працює і вражає хижаків, тому попереджувальні кольори є частіше блефом, а не правдивим сигналізуванням.

#### Засліплення руху
Деякі тварини, що є здобиччю, такі як зебри мають візерунки із високим контрастом, які ймовірно допомагають збентежити хижаків, таких як леви, під час погоні. Вважають, що яскраві смужки табуна зебр що біжать ускладнюють здатність хижака ідентифікувати швидкість жертви, напрямок руху і відокремити із стада окремих особин, що дає жертві шанс утекти. Такі смугасті візерунки (як у Зебри) не дають легко упіймати жертву під час руху, але роблять її дуже помітною в спокої, існує еволюційний компроміс між засліпленням і камуфляжем. Інша теорія полягає в тому, що смужки зебри можуть забезпечувати захист від мух і кусючих комах.

### Фізичний захист
Багато з тварин мають темний пігмент меланін в складі шкірі, очах і хутрі аби захистити себе від сонячних опіків (пошкодження живих тканин ультрафіолетовим світлом).

## Механізми створення кольорового забарвлення в тварин

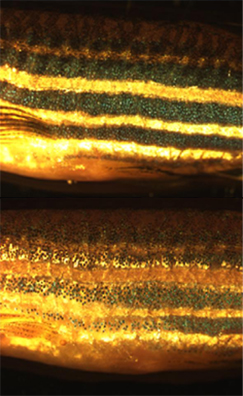
Бік риби-зембри. Показує як хроматофори (темні цятки) реагують протягом 24 годин на темряву (зверху) або світло (знизу).

Забарвлення тварин може бути результатом поєднання пігментів, хроматофорів, структурного забарвлення та біолюмінесценції.

### Забарвлення пігментами

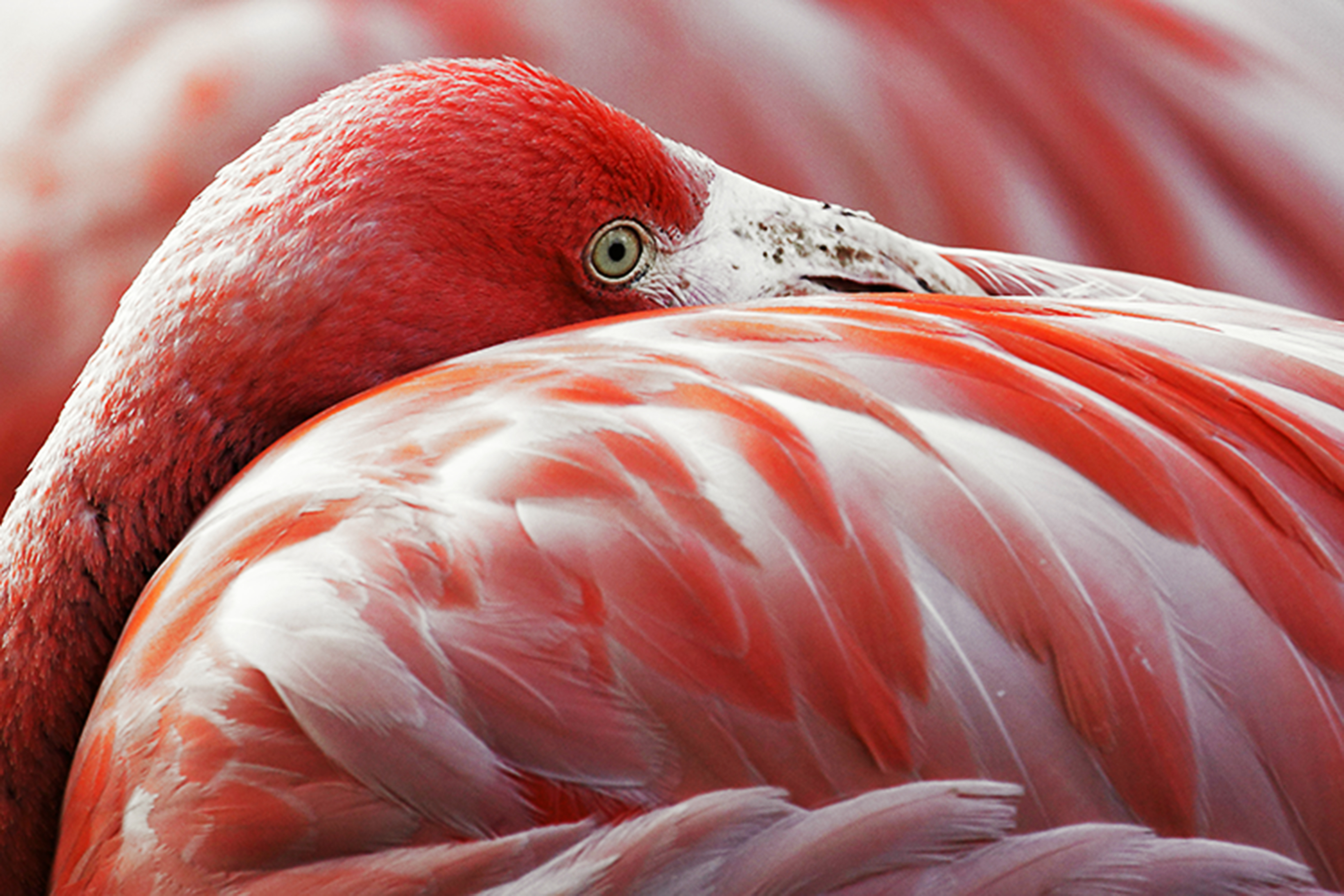
Червоний пігмент в оперенні фламінго існує через їхній раціон харчування креветками, що отримують цей пігмент із мікроскопічних водоростей.

Пігменти, це кольорові хімічні сполуки (такі як меланін), що знаходяться в тканинах тварин. Наприклад, the полярна лисиця має біле хутро взимку (маючи малий вміст пігменту), і коричневий колір хутра влітку (маючи більше пігменту), що є прикладом сезонного камуфляжу (поліфенізм). Багато тварин, в тому числі ссавців, птахів, і амфібій, не мають змоги синтезувати більшість пігментів, що забарвлюють їх хутро або пір'я, відмінного від коричневого або чорного меланіну, що дає ссавцям забарвлення у відтінках ґрунту. Наприклад, яскраво жовтий колір щиглика американського, вражаючий помаранчевий молодого східноамериканського тритону, насичений червоний птаха кардинала і рожевий колір фламінго всі утворені за допомогою пігментів каротиноїдів, які синтезують рослини. За прикладом фламінго, птаха їсть рожеві shrimps, які самі по собі теж не можуть синтезувати каротиноїди. shrimps отримують колір свого тіла із мікроскопічних червоних водоростей, що як і більшість рослин можуть створювати свої власні пігменти, включаючи каротиноїди і (зелений) Хлорофіл. Однак, тварини, що поїдають зелені рослини не стають зеленими, оскільки хлорофіл розпадається при травленні.

### Змінне забарвлення хроматофорами

Меланофори риби і жаби це клітини, які можуть змінювати колір за допомогою дисперсії або агрегації часток, що містять пігмент.

Хроматофори це спеціальні клітини, що містять пігмент і можуть змінювати свій розмір, таким чином змінюючи колір і візерунок тварини. Свідомий контроль хроматофорів дозволяє мати здатність змінювати забарвлення. Наприклад, каракатиці і хамелеони можуть швидко змінювати свій вигляд, як для камуфляжу так і для сигналізування. Як відзначав Арістотель вперше 2000 років тому:
Восьминіг ... шукаючи здобич змінює свій колір, аби виглядати як колір каміння на фоні якого він ховається; так само він робить, якщо його потурбують.— Арістотель

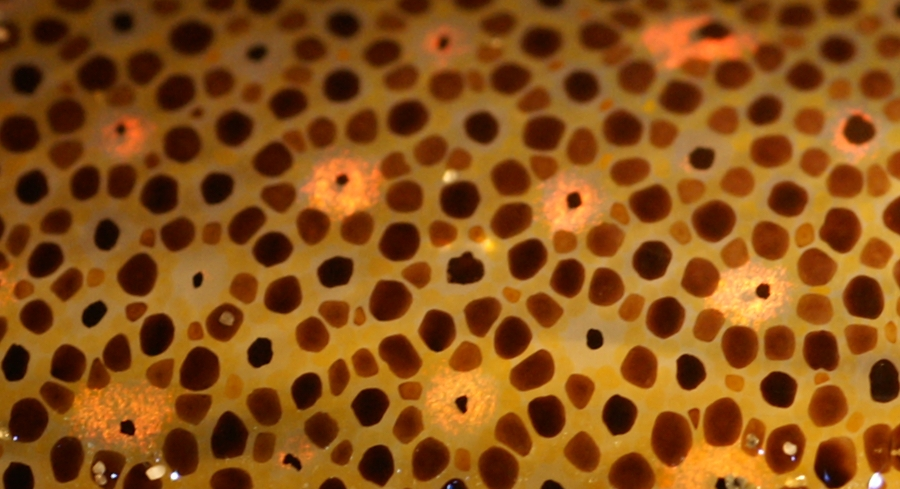
Хроматофори кальмара на мікрофотографії виглядають червоними, коричневими, червоними і рожевими плямами.

Коли головоногі молюски такі як кальмари і каракатиці знаходяться на світлому фоні, вони зменшують більшу частину своїх хроматофорів, концентруючи пігмент в малій площі, в результаті їх узор матиме маленькі, насичені, але широко рознесені точки, що робить їх вигляд світлішим. Коли вони потрапляють у темніше середовище, вони дозволяють своїм хроматофорам розширитися, утворюючи візерунок із темніших плям, що робить їх тіло темнішим. Амфібії такі як жаби, мають три види зіркоподібних клітин хроматофорів в різних шарах своєї шкіри. Верхній шар містить 'ксантофори' з помаранчевими, червоними, або жовтими пігментами; середній шар містить 'ірідофори' що є сріблястим пігментом, який відбиває світло; а нижній шар містить 'меланофори' із темним меланіном.

### Структурне забарвлення

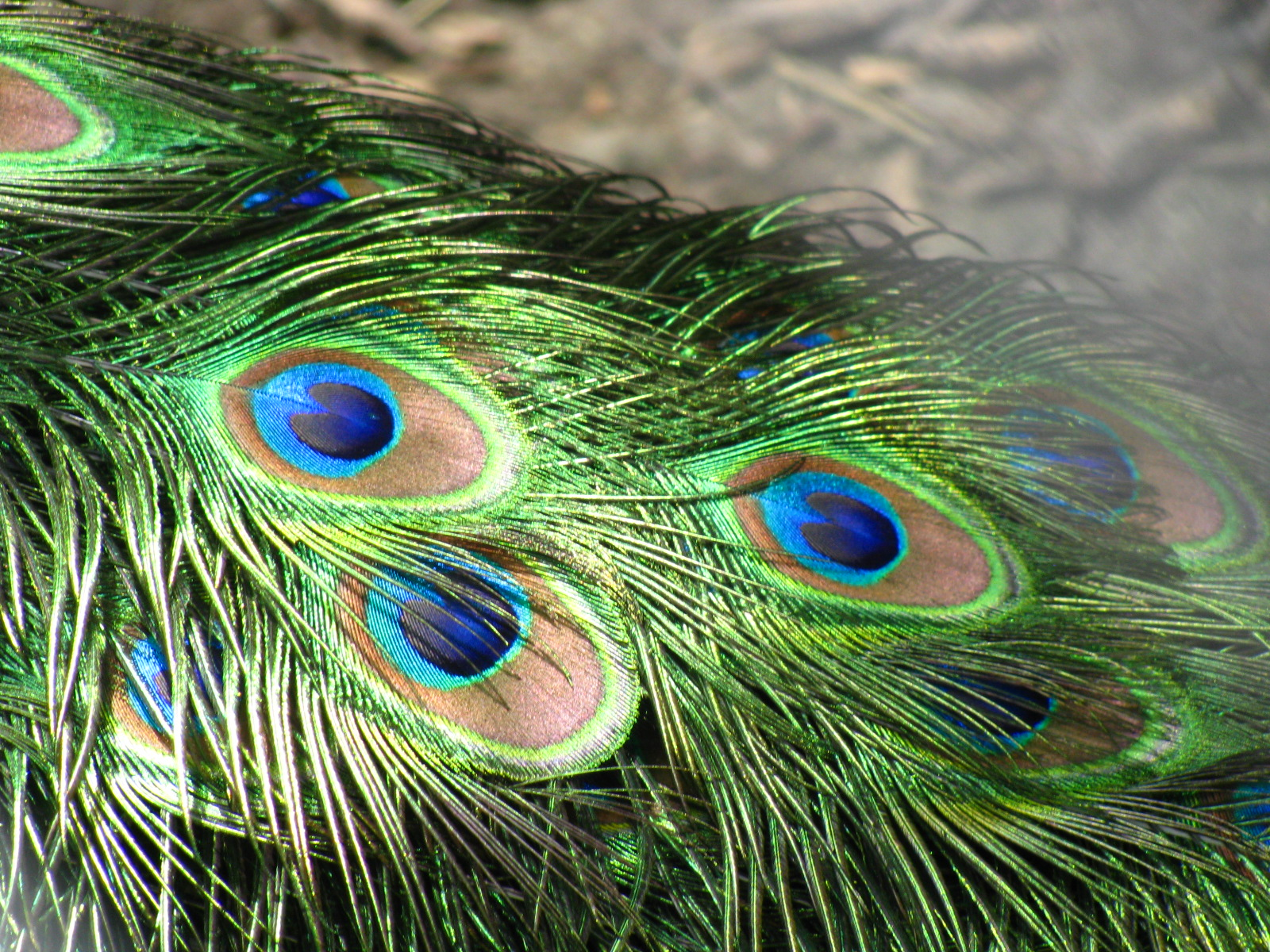
Яскраві веселкові кольори у пір'я хвоста павича утворені Структурним забарвленням.

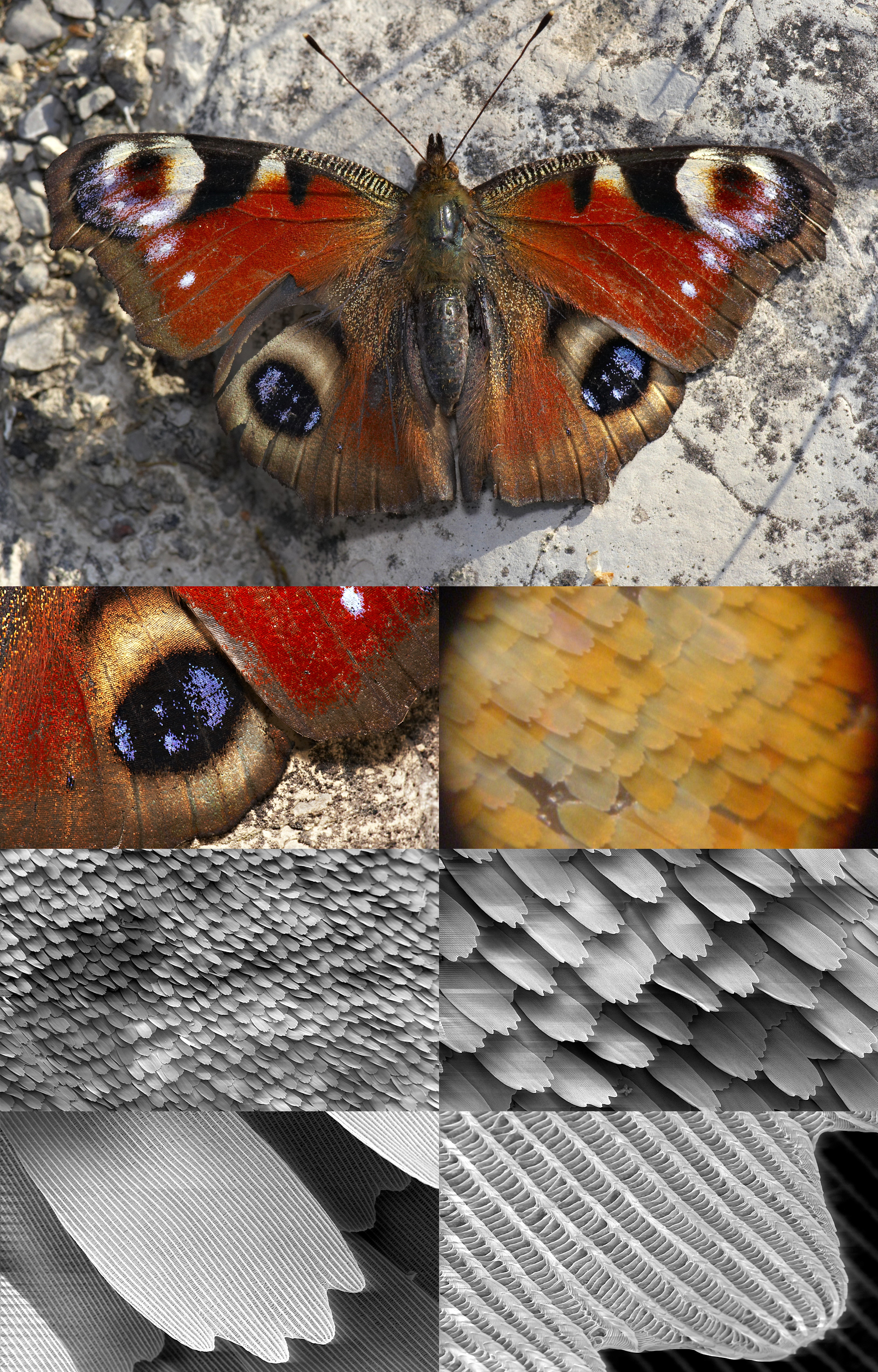
Крило метелика при різних рівнях збільшення де показано мікроструктурований хітин, який працює як дифракційна решітка.

Хоча більшість тварин не здатні синтезувати каратеноїдні пігменти, аби створити червоні і жовті покриви, зелений і синій кольори пір'я птахів і панцирів комах взагалі не створюються пігментами, а отримуються за допомогою структурного забарвлення. Структурне забарвлення це створення кольору за допомогою мікроскопічних структурованих поверхонь, достатньо тонких аби відбувалася інтерференція із видимим світлом, іноді в комбінації з пігментами: наприклад, хвіст павича має пір'я що забарвлені коричневим пігментом, але їх структура дозволяє їм виглядати синіми, бірюзові і зеленими. Структуроване забарвлення дозволяє отримувати самі яскраві кольори, часто з ефектом іризації. Наприклад, синьо-зелений блиск на оперенні птахів, таких як качки, і пурпуровий/синій/зелений/червоний кольори багатьох жуків і метеликів утворені завдяки структурованому забарвленню. Тварини використовують різні методи для отримання структурованого забарвлення, що описані в таблиці.
| Механізм            | Структура                                            | Приклад                                                                   |
| ------------------- | ---------------------------------------------------- | ------------------------------------------------------------------------- |
| Дифракційна ґратка  | шари хітину і повітря                                | Веселкові кольори луски в крилах метелика, пір'ї павича                   |
| Дифракційна ґратка  | деревовидні масиви хітину                            | Луска у крилах метелика Морфо                                             |
| Вибіркові дзеркала  | поглиблення мікронного розміру покриті шарами хітину | Луска у крилах метелика Papilio palinurus                                 |
| фотонні кристали    | масиви із нанорозмірних отворів                      | Метелики Parides                                                          |
| Кристалічні волокна | гексагональні масиви порожнистих нановолокон         | Aphrodita, шипи морської миші                                             |
| Деформовані матриці | випадкові наноканали у губкоподібному кератині       | Дифузний синій без райдужного сяйва папуги Ara ararauna, Синьо-жовтий ара |
| Реверсивні білки    | відзеркалюючі білки керовані електричним зарядом     | Іридофорні (сяйні) клітини шкіри кальмара Doryteuthis pealeii             |

### Біолюмінесценція

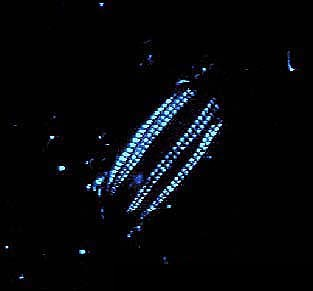
Euplokamis

Біолюмінесценція це утворення світла тваринами, наприклад, за допомогою фотофорів у морських тварин, і в світлячків. Біолюмінесценція, як і інші форми метаболізму, вивільняє енергію, що отримана із хімічної енергії поживних речовин. Пігмент, люциферин каталізується ферментом люциферазою і реагує з киснем, випромінюючи світло. Гребневики, такі як Euplokamis є біолюмінесцентними, і створюють синє і зелене світло, особливо при стресі; коли їх турбують, вони виробляють чорнило, що світиться тими ж кольорами. Оскільки вони не дуже чутливі до світла, їхня біолюмінесценція навряд чи використовується для сигналізування іншим представникам цього ж виду; найімовірніше, світло використовується аби відвернути хижаків або паразитів. Деякі види кальмарів мають органи, що виробляють світло (фотофори) і розподілені по всій нижній частині. Вони створюють іскристий блиск. Це створює камуфляж із зустрічним освітленням, для того, щоб тварина не виглядала як темна фігура, якщо на неї дивитиметься хтось із низу на фоні світлої поверхні води.
Деякі глибоководні вудильникоподібні риби, живуть там де дуже темно полювати за допомогою зору, тому вони містять симбіотичні бактерії як приманку. Вони випромінюють світло аби привернути увагу здобичі.